# Giuliano Zoso
Giuliano Zoso (Valdagno, 2 febbraio 1942) è un politico italiano, più volte parlamentare e sottosegretario di Stato.

## Biografia
Dopo aver frequentato da studente l'Università degli studi di Padova e il Collegio universitario don Nicola Mazza ha iniziato la carriera lavorativa come insegnante nella scuola media superiore nella provincia di Vicenza. 
Militante, fin da giovane, della Democrazia Cristiana, è stato parlamentare nelle file della DC, alla Camera dei deputati dal 1979 al 1992 e al Senato della Repubblica dal 1992 al 1994. Nell'aprile 1988 è stato sottosegretario alla Pubblica istruzione nel governo De Mita, poi sottosegretario all'Università nei governi Andreotti VI e Andreotti VII fino a giugno 1992.
Dal 1992 al 1994 è stato membro della Commissione parlamentare per l'indirizzo generale e la vigilanza dei servizi radiotelevisivi sotto la presidenza del senatore Luciano Radi.
Il 30 marzo 1993 la procura della Repubblica di Verona gli ha inviato un avviso di garanzia per l'ipotesi di reato di corruzione in merito a un'inchiesta sull'assegnazione di appalti per la costruzione dell'autostrada Brescia-Padova.